# Johann Ludwig Petri
Johann Ludwig I Petri  (* 1714 in Eisenach; † 1794 in Zweibrücken) war ein bedeutender Gartenkünstler des 18. Jahrhunderts. Sein berühmtestes Werk ist der Barockgarten im Schloss Schwetzingen.

## Leben
Er war Sohn des Hofgärtners Johann Nikolaus Petri. Nach seiner Ausbildung zum Gartenarchitekten in Paris war Petri um 1740 als  nassau-saarbrückischer Hofgärtner in Saarbrücken tätig. Im Jahr 1741 heiratete er Sophie Charlotte Köllner, deren Vater Johann Arndt Köllner als Hofgärtner am Hofe des Herzogs  Christian IV. von Pfalz-Zweibrücken angestellt war. Aus der Ehe ging ein Sohn hervor, der 1755 im Alter von sechs Jahren starb. Nach dem Tod des Schwiegervaters im Jahre 1742 wurde Petri sein Nachfolger. Als Hofgärtner in Zweibrücken verlängerte er den Schlossgarten als öffentlich zugängliche Grünachse der Stadt bis über den Schwarzbach entlang des Kanals und schuf dabei die heute noch bestehende Allee am Schwarzbach mit Platanen und breitem Gehweg in der Mitte.

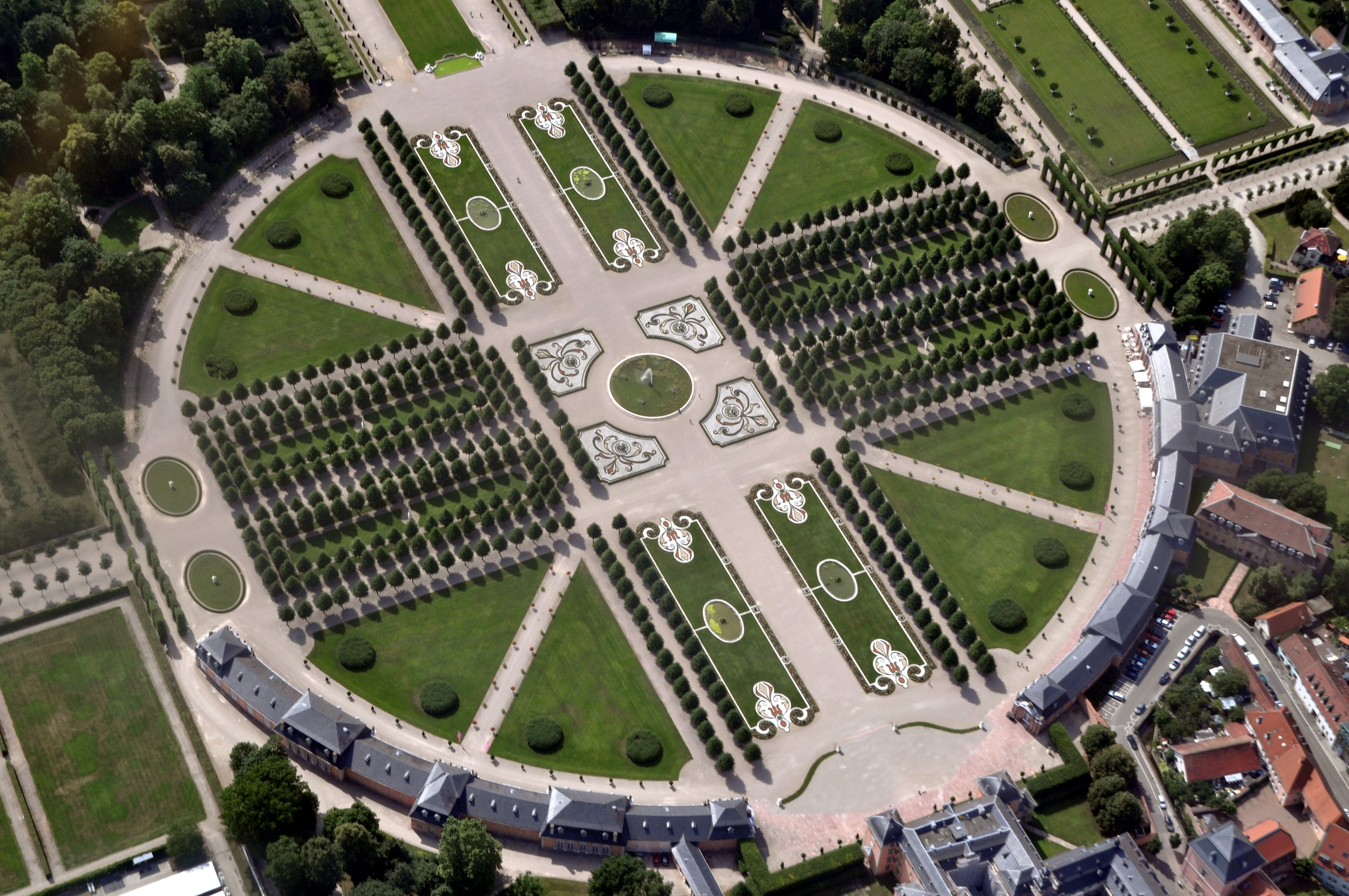
Luftaufnahme des Barockgartens, Schloss Schwetzingen

Im Jahre 1753 wurde Petri von Herzog Christian IV. zu dessen Verwandten, dem pfälzischen Kurfürsten  Karl Theodor nach Schwetzingen abgeordnet. Dort gestaltete Petri sein berühmtestes Werk, den bis heute erhaltenen barocken Schlossgarten nach französischer Art. Seine parallele Tätigkeit in Zweibrücken und Schwetzingen dauerte bis 1758, als Karl Theodor einen weiteren Hofgärtner einstellte und Petri daraufhin gekränkt um seine Entlassung bat.
Zurück in Zweibrücken widmete sich Petri in den nächsten Jahren dem Umbau des Parks  Tschifflik in eine Fasanerie sowie der Gestaltung der Jagdschlösser Christians IV. in  Jägersburg und Pettersheim. Ab 1766 arbeitete Petri mit seinem Neffen Ernst August Bernhard Petri zusammen. Im Jahre 1767 wurde Johann Ludwig Petri zum Regierungsrat (Ökonomierat) ernannt. Unter Herzog Karl II. August planten und gestalteten die Gärtner aus der Familie Petri die Karlslust des  Schlosses Karlsberg.
Johann Ludwig Petri starb im Jahre 1794 in Zweibrücken.

## Werke
- Hofgarten Zweibrücken
- Tschifflik Zweibrücken
- Jagdschloss Jägersburg
- Jagdschloss Herschweiler Pettersheim
- Schloss Schwetzingen
- Schloss Karlsberg